# Svámí Šrí Juktéšvar Giri
Šrí Juktéšvar Giri (psáno též Šríjuktéšvar Giri), v dévanágarí श्रीयुक्तेश्वर गिरि , rodným jménem Prijanáth Karár (10. května 1855, Serámpur, Západní Bengálsko – 9. března 1936, Purí) byl indický svámí, filozof, jogín a guru, jehož jméno je na Západě známé především díky jeho nejznámějšímu žákovi Paramahansovi Jógánandovi. Byl učencem, astronomem, védským astrologem, znalcem a vykladačem Bhagavadgíty a Upanišad, pedagogem, spisovatelem, jogínem, a v neposlední řadě duchovním mistrem předávajícím Krija jógu, do níž ho zasvětil Láhirí Mahášaj z Váránasí. Do řádu svámijů, linie Giri, byl iniciován v roce 1906. Založil dva vlastní ášramy, jeden v Serámpuru a druhý v Purí, v nichž pobýval střídavě vždy v určitých ročních obdobích, aby tam osobně vedl své žáky.
Tibetolog W. Y. Evans-Wentz o Šrí Juktéšvarovi napsal, že měl „ušlechtilý vzhled a jemný hlas, příjemné vystupování a byl hoden zbožné úcty, kterou mu jeho stoupenci spontánně prokazovali“. V Serámpurské společnosti 19. století byl znám jako pokrokově smýšlející osobnost. Založil spolek pro studium posvátných textů „Satsanga Sabha“, vytvářel učební osnovy pro vzdělávací instituce, nově zanalyzoval a opatřil komentáři védské texty o astrologických jugách, každoročně pořádal slunovratové a rovnodenní slavnosti a průvody v okolí svých ášramů. V r. 1894 napsal knihu The Holy Science (Svatá věda).
Šrí Juktéšvarova erudice, bystrý úsudek a brilantní znalosti z něj učinily respektovaného a vyhledávaného gurua v celém širokém okolí Kalkaty, kde žilo mnoho z těch, které zasvětil do Krija jógy. Sám také pravidelně zval do svých ášramů osobnosti z nejrůznějších prostředí, aby společně diskutovali o řadě témat. V okruhu nejbližších žáků byl však pověstný svou přísnou povahou, zdrcující otevřeností a striktní disciplínou, kterou vyžadoval i ve svých ášramech. Nicméně byla to právě přísná důslednost Šrí Juktéšvarova výcviku, díky níž byli nakonec jeho nejvýznamnější žáci připraveni na svou vlastní intenzivní práci s lidmi – především Paramahansa Jógánanda v Americe a Svámí Satjánanda Giri v Indii.
Svámí Šrí Juktéšvar žil podle tak vysokých standardů a s tak pronikavým věděním, že ho Jógánanda označil za džňánavatára neboli „inkarnaci Moudrosti“. Evans-Wentz v něm ctil muže, jenž „spokojený s pobytem stranou davů oddával se bezvýhradně a pokojně onomu ideálu života, který zaznamenal jeho učedník Paramahansa Jógananda pro věčnost.“